# کشتی باری

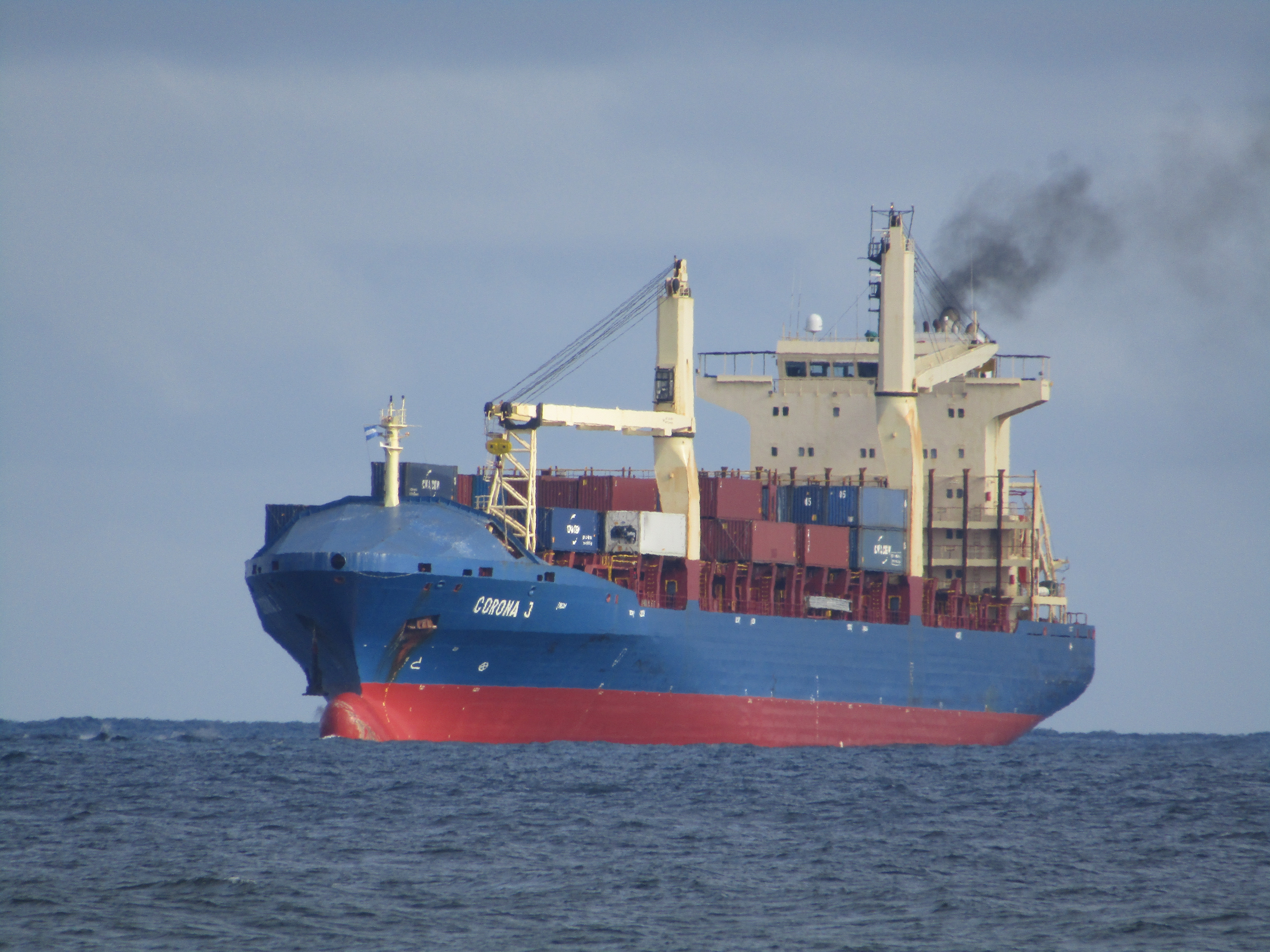
کشتی باری در پورتو کورتس در هندوراس.

کشتی باری (به انگلیسی: Cargo ship یا Freighter) کشتی تجاری است که محموله، کالا و مواد را از یک بندر به بندر دیگر حمل می‌کند. کشتی‌های باری معمولاً به‌طور ویژه برای این کار طراحی می‌شوند و اغلب مجهز به جرثقیل‌ها و مکانیسم‌های دیگر برای بارگیری و تخلیه هستند.

## نمونه‌ها
| نام            | توضیح | نگاره                         |
| -------------- | --- | ----------------------------- |
| نفت‌کش          | نفت‌کش‌ها معمولاً باری بیش از ۱۰۰ هزار تن حمل می‌کنند. هم‌اکنون ۳۵۰۰ نفت‌کش در جهان بیش از ۳۸۳ میلیون تن نفت جابه‌جا می‌کنند.              | نفت‌کش AbQaiQ                  |
| شیمیایی‌بر      | در حدود ۱۷۰۰ فروند از این گونه کشتی‌ها هم‌اینک ۸٫۸ میلیون تن مواد شیمیایی را جابه‌جا می‌کنند.                                          | Fiona Swan                    |
| تانکر گاز مایع | | تانکر LNG Rivers در برست.     |
| فله‌بر          | کشتی فَلّه‌بَر نوعی کشتی تجاری است که برای ترابری کالاهای بسته‌بندی‌نشده و فله‌ای مانند غلات، زغال‌سنگ، کانی‌ها و سیمان به کار گرفته می‌شود. | کشتی فله‌بر سابرینا ۱.         |
| کانتینربر      | | کشتی ندلوید بارنتز در هامبورگ |